# Линейные корабли типа Repulse
Линейные корабли типа Repulse — одиннадцать линейных кораблей третьего ранга, построенных для Королевского флота сэром Уильямом Рулом. Первые три корабля этого типа были заказаны 4 февраля 1800 года, вторая группа из пяти кораблей была заказана частным подрядчикам в январе 1805 года. Последние три корабля типа были заказаны в самом конце Наполеоновских войн, строились на королевских верфях и были завершены уже после окончания войны. Все корабли данного типа относились к так называемым «обычным 74-пушечным кораблям», так как несли на верхней орудийной палубе 18-фунтовые пушки.

## Корабли
- HMS Sceptre

Строитель: Дудман, Дептфорд

Заказан: 4 февраля 1800 года

Заложен: декабрь 1800 года

Спущен на воду: 11 декабря 1802 года

Выведен: разобран в 1821 году

- HMS Repulse

Строитель: Барнард, Дептфорд

Заказан: 4 февраля 1800 года

Заложен: сентябрь 1800 года

Спущен на воду: 22 июля 1803 года

Выведен: разобран в 1820 году

- HMS Eagle

Строитель: Питчер, Нортфлит

Заказан: 4 февраля 1800 года

Заложен: август 1800 года

Спущен на воду: 27 февраля 1804 года

Выведен: разобран в 1926 году

- HMS Magnificent

Строитель: Перри и Уэллс, Блэкуолл

Заказан: 31 января 1805 года

Заложен: апрель 1805 года

Спущен на воду: 30 августа 1806 года

Выведен: продан на слом в 1843 году

- HMS Valiant

Строитель: Перри и Уэллс, Блэкуолл

Заказан: 24 января 1805 года

Заложен: апрель 1805 года

Спущен на воду: 24 января 1807 года

Выведен: разобран в 1823 году

- HMS Elizabeth

Строитель: Уэллс, Блэкуолл

Заказан: 24 января 1805 года

Заложен: август 1805 года

Спущен на воду: 23 мая 1807 года

Выведен: разобран в 1820 году

- HMS Cumberland

Строитель: Питчер, Нортфлит

Заказан: 24 января 1805 года

Заложен: август 1805 года

Спущен на воду: 19 августа 1807 года

Выведен: продан на слом в 1870 году

- HMS Venerable

Строитель: Питчер, Нортфлит

Заказан: 24 января 1805 года

Заложен: декабрь 1805 года

Спущен на воду: 12 апреля 1808 года

Выведен: разобран в 1838 году

- HMS Talavera

Строитель: королевская верфь в Вулвиче

Заказан: 15 февраля 1814 года

Заложен: июль 1814 года

Спущен на воду: 15 октября 1818 года

Выведен: разобран в 1840 году

- HMS Malabar

Строитель: королевская верфь в Бомбее

Заказан: 7 марта 1815 года

Заложен: апрель 1817 года

Спущен на воду: 28 декабря 1818 года

Выведен: продан на слом в 1905 году

- HMS Belleisle

Строитель: королевская верфь в Пемроке

Заказан: 17 ноября 1812 года

Заложен: февраль 1816 года

Спущен на воду: 26 апреля 1819 года

Выведен: разобран в 1872 году